# Gruczoł protorakalny
Gruczoł protorakalny, gruczoł przedtułowiowy (łac. glandula prothoracale) – parzysty, rurkowaty gruczoł z pojedynczym ujściem, zlokalizowany na brzusznej stronie przedtułowia larw owadów. W wyniku pobudzenia hormonem protorakotropowym (PTTH) gruczoły przedtułowiowe wytwarzają zooekdysony – hormony indukujące linienie.